# Santa Paola Romana (församling)
Santa Paola Romana är en församling i Roms stift, belägen i quartiere Trionfale i nordvästra Rom och helgad åt den heliga Paula av Rom (347–404). Församlingen upprättades den 9 november 1951 av kardinalvikarie Clemente Micara genom dekretet Quo facilius spirituali. 

Församlingen förestås av stiftspräster.
Till församlingen Santa Paola Romana hör följande kyrkobyggnader och kapell:
- Santa Paola Romana, Via Duccio Galimberti 9
- Cappella Mysterium Fidei, Viale Tito Livio 24

## Institutioner inom församlingen
- Istituto Immacolata
- Santa Maria degli Angeli
- Ancelle dell'Immacolata (Ancelle dell'Immacolata (A.I.M.))
- Casa Generalizia (Suore Missionarie Pie Madri della Nigrizia (Missionarie Comboniame) (S.M.C.))
- Istituto Suore Immacolatine (Suore Immacolatine)
- Casa Generalizia (Congregazione dello Spirito Santo (Spiritani) (C.S.Sp.))
- Casa di Cura «San Giorgio»
- Casa di Riposo

## Kommunikationer
Den närmaste tunnelbanestationen är Cipro 